# 베스티메를란시

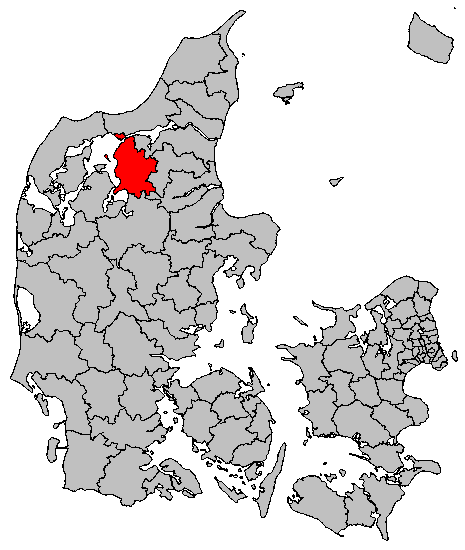
베스티메를란 시의 위치

베스티메를란시(덴마크어: Vesthimmerland Kommune)는 덴마크 북윌란 지역에 위치한 지방 자치체로 행정 중심지는 오르스이며 면적은 768.08km2, 인구는 38,277명(2008년 기준)이다. 윌란반도 북부에 위치한다.